# アルミニウムイソプロポキシド
アルミニウムイソプロポキシド (aluminium isopropoxide) はアルミニウムアルコキシドの一種で、化学式が Al(O-i-Pr)3（i-Pr はイソプロピル基。-CH(CH3)2）と表される白色の固体。有機合成において反応試剤、触媒として用いられる。この化合物の実際の構造は複雑で、さらに結晶化後の時間や、溶媒による変化があることが知られている。

## 構造
アルコキシドには構造が複雑なものが多く、アルミニウムイソプロポキシドも例外ではない。構造が複雑であることは、水などの不純物や結晶化後の時間により融点が大きく変わる性質に現れている。知られている構造のひとつ、Al[(μ-O-i-Pr)2Al(O-i-Pr)2]3 と書き表される四量体構造（右上Infobox内参照）はNMR分光法やX線結晶構造解析で確かめられている。この D3対称構造の中心に位置する Al原子は形式上、3個のアート錯体 "[Al(O-i-Pr)4]−" により八面体型に配位を受けている。一方、溶融状態から固化した直後の構造は環状三量体を多く含むことが NMR により知られている。
他にアルミニウムのアルコキシドでは、アルミニウム tert-ブトキシドが Al2(μ-O-t-Bu)2(O-t-Bu)4 の形の二量体構造をとることが知られる。

## 合成
広く用いられる合成法は 1936年に Young らが報告した、塩化水銀を触媒としてアルミニウムの薄片をイソプロパノール中で過熱する手法である。この反応ではアルミニウムのアマルガムの生成を経ており、反応の開始剤としてヨウ素が加えられることがある。Young らは蒸留後の生成物を収率 85-90% で得たとしている。

## 反応
メールワイン・ポンドルフ・バーレー還元（MPV還元）、オッペナウアー酸化の触媒として用いられる。前者はイソプロパノールを溶媒としてケトンやアルデヒドをアルコールに還元する反応、後者はアセトンやシクロヘキサノンを溶媒として二級アルコールをケトンに酸化する逆反応である。
アルコキシドとしての塩基性により、アルミニウムイソプロポキシドはラクトンやラクチドを開環して多量化させる反応に用いられる。

## 歴史
アルミニウムイソプロポキシドが最初に報告されたのは、ハンス・メールワインとルドルフ・シュミットがメールワイン・ポンドルフ・バーレー還元を報告した中でのことであった。